# Аква дељи Анђели (Козенца)
Аква дељи Анђели (итал. Acqua degli Angeli) је насеље у Италији у округу Козенца, региону Калабрија.
Према процени из 2011. у насељу је живело 18 становника. Насеље се налази на надморској висини од 226 м.